# Wilkinson County (Mississippi)
 For alternative betydninger, se Wilkinson County. (Se også artikler, som begynder med Wilkinson County)
Wilkinson County er et county i den amerikanske delstat Mississippi.
31°10′N 91°19′V / 31.16°N 91.32°V